# Hampton (Maryland)
Hampton és una concentració de població designada pel cens dels Estats Units a l'estat de Maryland. Segons el cens del 2000 tenia 5.004 habitants.

## Demografia
Segons el cens del 2000, Hampton tenia 5.004 habitants, 1.900 habitatges, i 1.578 famílies. La densitat de població era de 338,4 habitants/km².
Dels 1.900 habitatges en un 29,1% hi vivien nens de menys de 18 anys, en un 75,3% hi vivien parelles casades, en un 5,7% dones solteres, i en un 16,9% no eren unitats familiars. En el 14,3% dels habitatges hi vivien persones soles el 8,8% de les quals corresponia a persones de 65 anys o més que vivien soles. El nombre mitjà de persones vivint en cada habitatge era de 2,62 i el nombre mitjà de persones que vivien en cada família era de 2,89.
Per edats la població es repartia de la següent manera: un 21,9% tenia menys de 18 anys, un 4,1% entre 18 i 24, un 19,3% entre 25 i 44, un 30,1% de 45 a 60 i un 24,5% 65 anys o més.
L'edat mediana era de 48 anys. Per cada 100 dones de 18 o més anys hi havia 91,5 homes.
La renda mediana per habitatge era de 95.546 $ i la renda mediana per família de 100.240 $. Els homes tenien una renda mediana de 75.518 $ mentre que les dones 42.479 $. La renda per capita de la població era de 43.850 $. Entorn del 0,4% de les famílies i l'1,8% de la població estaven per davall del llindar de pobresa.

## Poblacions més properes
El següent diagrama mostra les poblacions més properes.